# Amazona xantholora
L'amazzone redini gialle (Amazona xantholora) è un uccello della famiglia degli Psittacidi.